# Iridopagurus globulus
Iridopagurus globulus är en kräftdjursart som beskrevs av de Saint Laurent-Dechancé 1966. Iridopagurus globulus ingår i släktet Iridopagurus och familjen eremitkräftor. Inga underarter finns listade i Catalogue of Life.